# L'ombra del lupo
L'ombra del lupo (The Shadow of the Wolf) è un romanzo poliziesco del 1925 dello scrittore inglese Richard Austin Freeman. È l'ottavo romanzo della serie che ha per protagonista l'investigatore scientifico dottor John Thorndyke. È basato sulla rielaborazione di un 
precedente racconto breve dal titolo The Dead Hand, scritto nel 1912 ma rimasto inedito fino al 1997.
Si tratta di una storia poliziesca invertita nel tipico stile di Freeman, nel quale il lettore assiste al crimine all'inizio della vicenda e in seguito viene presentato il lavoro investigativo grazie al quale il detective ricostruisce a posteriori l'andamento dei fatti.  

## Trama
Il signor Varney è un artista di buon livello, ma dalla fibra morale debole. Trovandosi indebitato, si è lasciato convincere dal suo amico Dan Purcell a realizzare i cliché necessari per stampare denaro falsificato e a diventare suo complice nello spaccio delle banconote. Durante una gita in barca in Cornovaglia, tra i due scoppia un furioso litigio quando Varney, che vuole tornare a condurre una vita onesta, chiede al suo amico di sciogliere la società. Di fronte al rifiuto di Purcell, Varney, approfittando di un improvviso banco di nebbia che nasconde l'imbarcazione alla vista, lo uccide con una rivoltella e getta il corpo in mare nelle vicinanze di uno scoglio noto come la Roccia del Lupo. In seguito spedisce all'avvocato di Purcell una lettera contenente la cartamoneta falsificata usata per fabbricare le banconote, in modo da fornire una spiegazione plausibile della scomparsa di Purcell e da stabilire che in apparenza quest'ultimo è sceso dalla barca vivo e vegeto, diretto nel Norfolk per una vacanza. Dopo qualche giorno, la moglie di Purcell inizia a preoccuparsi per la mancanza di notizie da parte del marito e incarica il dottor Thorndyke di indagare sulla faccenda. Thorndyke inizia a sospettare un collegamento con il covo di un falsario scoperto dal suo amico ispettore Miller in Clifford's Inn, a Londra, e a mettere in dubbio le affermazioni di Varney. Sarà infine una fortunata coincidenza a fornire al medico-investigatore un indizio fondamentale. 

## Personaggi principali
- Mr. Varney - artista e incisore
- Dan Purcell - suo amico, finanziere
- Margaret Purcell - moglie di Dan
- Jack Rodney - avvocato, amico di Margaret
- Philip Rodney - medico, fratello di Jack
- Mr. Levy - socio di Dan Purcell
- Mr. Penfield - avvocato
- Professor D'Arcy - biologo marino
- Miller - Sovrintendente di Scotland Yard
- Dottor John Evelyn Thorndyke - professore di medicina legale
- Polton - suo assistente di laboratorio

## Critica
"The Dead Hand è uno dei lavori classici di Freeman. L'abilità della detection di far luce sul crimine conduce ad alcune delle sue migliori immagini dedicate alla natura.

The Dead Hand non è un buon titolo. Non trovo alcun collegamento fra titolo e storia. The Shadow of the Wolf suona molto più tipico di Freeman (...) al punto che c'è da chiedersi se questo fosse il suo titolo originale e "The Dead Hand" fosse stato imposto da un curatore. I curatori di mystery hanno sempre cercato di banalizzare i titoli poetici per romanzi gialli, dando loro titoli più orientati al crimine.

Se gli schemi geometrici in alcune storie di Freeman somigliano al costruttivismo, le immagini in "The Dead Hand" richiamano l'assemblage, anch'essa una tecnica favorita dagli artisti russi dell'epoca, come Tatlin. Il cadavere e la vela diventano oggetti d'arte costruiti, fatti di una varietà di materiali della barca. Anche tutto il montaggio del disco di sughero e del tubicino è affascinante. Freeman mostra le implicazioni logiche di questo montaggio, mentre Thorndyke ne trae deduzioni riguardo al mistero."

## Edizioni
- Richard Austin Freeman, L'ombra del lupo, traduzione di Mariella Casella, Il giallo economico classico, Roma, Newton Compton, 1998, ISBN 978-88-8183-935-3.